# Вальдкирх (Брайсгау)
Вальдкирх (нем. Waldkirch) — город в Германии, в земле Баден-Вюртемберг.
Вальдкирх подчинён административному округу Фрайбург и входит в состав района Эммендинген. Занимает площадь 48,47 км². Частью города также являются близлежащие поселения Буххольц, Кольнау, Зуггенталь и Зиензбах.
По состоянию на 31 декабря 2009 года население составляет 20742 человека.
Является членом движения «Медленный город» (итал.  Cittaslow).

## География
Город расположен на реке Эльц, в юго-западной части Шварцвальда у подножья горы Кандель (1241 м). Кроме того, Вальдкирх окружают и менее высокие горы Верхнерейнской низменности.
Достаточно часто происходят несильные землетрясения. Последнее из сильных землетрясений — 5,4 балла по шкале Рихтера — произошло 5 декабря 2004 года.

## История
Первое упоминание города относится к 918 году, когда швабский герцог Бурхард II основал в этих землях женский монастырь св. Маргариты. Позднее было образовано поселение под покровительством Шварценбергеров, построивших здесь небольшие замки-крепости Кастельбург и Шварценбург, руины которых дошли до наших дней и являются главными достопримечательностями современного города. В XIII веке Шварценбергеры обнесли город защитной стеной.
После смерти последних Шварценбергеров Вальдкирх отошёл маркграфам Баден-Хахберга и в 1557 году был продан эрцгерцогу Австрийскому Фердинанду II. До 1805 года город принадлежал Передней Австрии, но после поражения последней в войне Третьей Коалиции по Пресбургскому мирному договору вместе со всем герцогством Брайсгау был передан Баденскому курфюршерству.
После Второй мировой войны, которую Вальдкирх перенёс без особых разрушений, город являлся частью региона Южный Баден, а после плебисцита, прошедшего 9 декабря 1951 года, вошёл в состав новосозданного Баден-Вюртемберга. В 1971 году к городу была присоединена соседняя община Зуггенталь, в 1973 году — община Зиензбах, а 1 января 1975 года — общины Буххольц и Кольнау.

## Экономика и инфраструктура
У индустрии и ремесленничества Вальдкирха богатое прошлое. С XIX века город был знаменит производством шарманок и других музыкальных автоматов. Во время Промышленной революции во всём регионе получила развитие текстильная промышленность, от которой в настоящее время практически ничего не осталось. После Второй мировой войны сильно выросла оптическая и электротехническая индустрия, а также обработка бумаги.
В пригороде Вальдкирха — Бухольце — с 1877 года производится вино, а кроме того, развито овощеводство и плодоводство. В другой части города — Зуггентале — ещё в средние века добывалось серебро, а заброшенные шахты в наши дни являются одним из туристических объектов.
Кроме того, в Вальдкирхе развит туризм: город расположен на так называемой Дороге Часового Дела — районе Шварцвальда, прославленного многочисленными часовыми мастерскими и лавочками.

### Транспорт
Город расположен на трассе В 294 (Бреттен — Фрайбург). С ближайшим крупным городом — Фрайбургом — Вальдкирх связан железной дорогой и автобусным сообщением. Ближайшие международные аэропорты расположены в Базеле, Штутгарте, Баден-Бадене и Страсбурге.

### Образование
В Вальдкирхе функционирует несколько начальных школ, реальное училище в Кольнау, профессиональный школьный центр Вальдкирха, музыкальная школа и школа для детей-инвалидов по зрению.

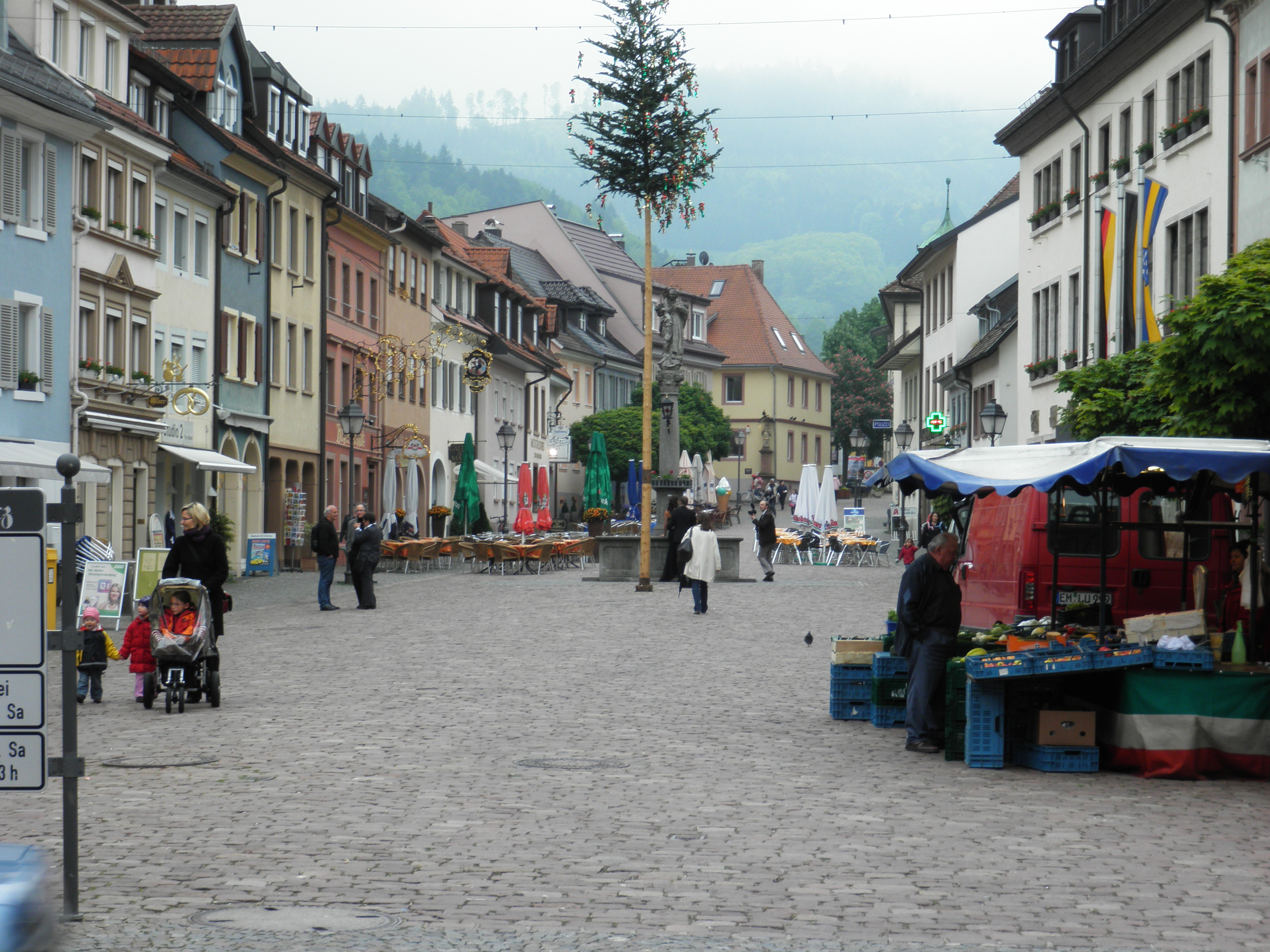
Центральная площадь города

## Культура и достопримечательности
В Вальдкирхе действуют Шварцвальдский зоопарк, ориентированный в основном на детей, и музей Эльцталя, демонстрирующий образцы местного народного искусства, исторические документы и примеры вальдкирхских шарманок XIX века.
В черте города находятся руины вышеупомянутых Кастельбурга и Шварценбурга — основные объекты вальдкирхского туризма, а также католическая церковь св. Маргариты, перестроенная в 1732—1734 годах, и средневековая серебряная шахта в Зуггентале.
Каждые три года в Вальдкирхе проводится праздник шарманок (Waldkircher Orgelfest). Так же раз в три года, в июле, проводится историческая ярмарка (historische Marktplatzfest) в центре города.

## Известные люди Вальдкирха
- Егер, Карл (1888—1959) — штандартенфюрер СС, организатор Холокоста в Литве.
- Георг Шольц (1890—1945) — немецкий художник новой вещественности.
- Альберт Коэбеле[нем.] (1853—1924) — немецко-американский энтомолог.
- Даниэль Шваб (родился 23 августа 1988 года) — немецкий футболист, защитник, играющий за «Штутгарт».

## Галерея Изображений

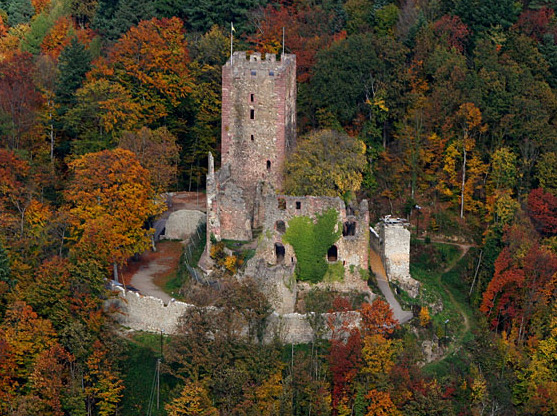
Руины замка Кастельбург

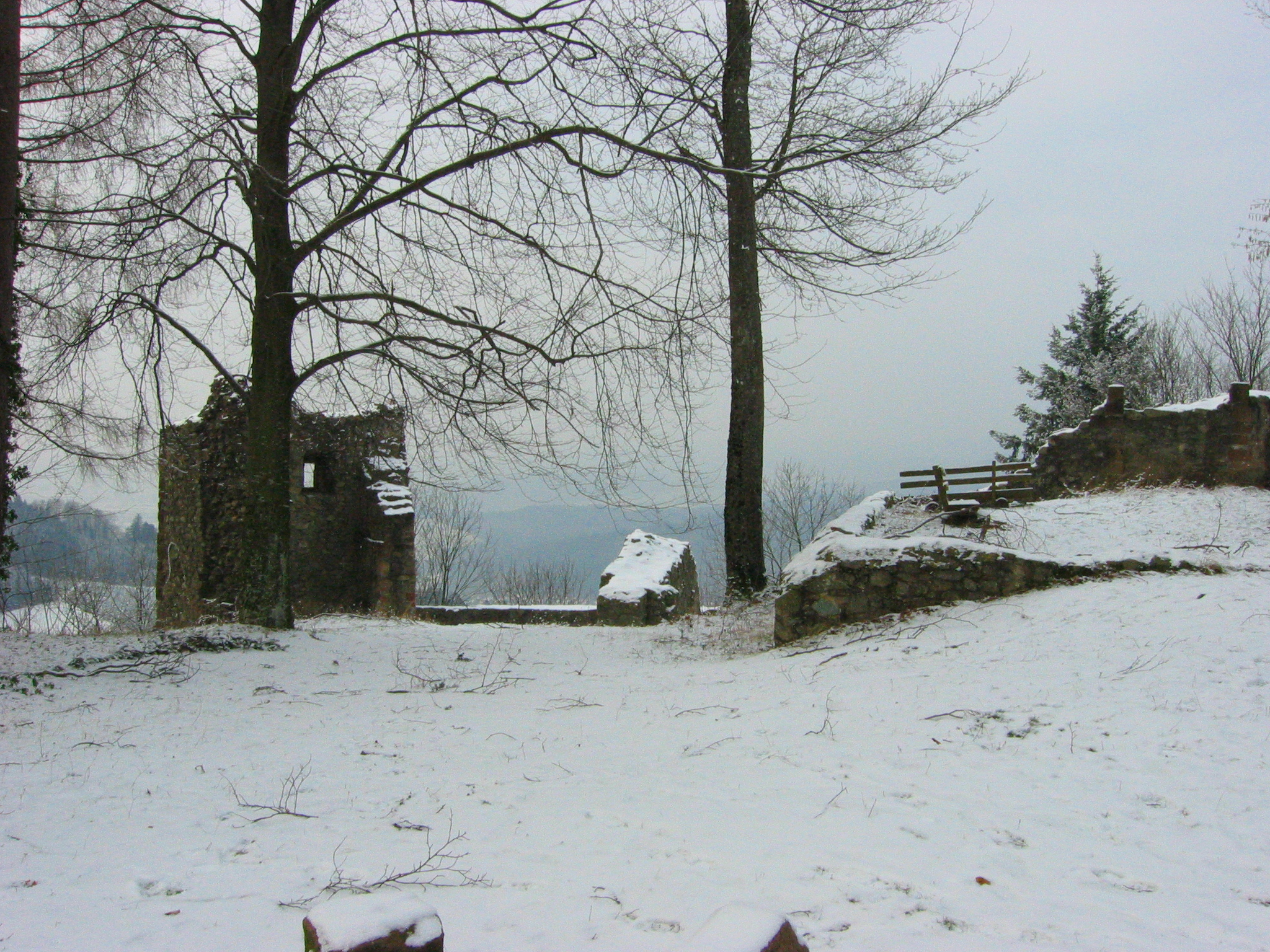
Руины Шварценбурга зимой